# Liste belgischer Zeitungen
Dies ist eine Liste belgischer Zeitungen:

## Niederländisch
- De Tijd (früher: De Financieel-Economische Tijd; Uitgeversbedrijf Tijd)
- De Gentenaar (VUM)
- De Morgen (De Persgroep)
- De Standaard (VUM)
- Gazet van Antwerpen (Regionale Uitgeversgroep)
- Het Belang van Limburg (Regionale Uitgeversgroep)
- Het Laatste Nieuws (De Persgroep)
- Het Nieuwsblad (VUM)
- Het Volk (VUM)

## Französisch
- La Libre Belgique
- Le Soir
- La Dernière Heure/Les Sports
- Le Peuple
- La Meuse
- La nouvelle Gazette
- La Capitale
- Metro (édition francaise)

## Deutsch
- Grenz-Echo
- Wochenspiegel
- Kurier Journal

## Sonstige Sprachen
- The Bulletin
- Flanders Today
- The Brussels Times
- Brussels Express